# Gentsystemet
Gentsystemet är en princip för arbetslöshetsförsäkring enligt vilken försäkringen administreras av en fackförening, medan staten svarar för en del av försäkringens finansiering. Systemet är uppkallat efter staden Gent i Belgien, där det först introducerades.
Gentsystemet introducerades i Sverige 1935 och tillämpas, med vissa modifikationer, fortfarande. Det tillämpas också i Danmark, Finland och Island, samt delvis i Belgien.
Genom den nära kopplingen mellan fackförening och arbetslöshetsförsäkring, bidrar gentsystemet till en hög facklig anslutningsgrad.